# Jephté
Jephté (hébreu : יפתח) est un personnage du Livre des Juges, qui fait partie de la Bible. Il est l'un des Juges d'Israël. À la suite d'un vœu, il « sacrifie » sa fille unique, vierge, la consacrant à Dieu.

## Récit biblique
Après la mort de Jaïr, les enfants d'Israël font encore ce qui déplaît à Dieu en rendant un culte à Baal et Astarté. Ulcéré, Dieu les jette dans les mains des Philistins et des Ammonites. Jephté succède à Jaïr pour sauver les enfants d'Israël.

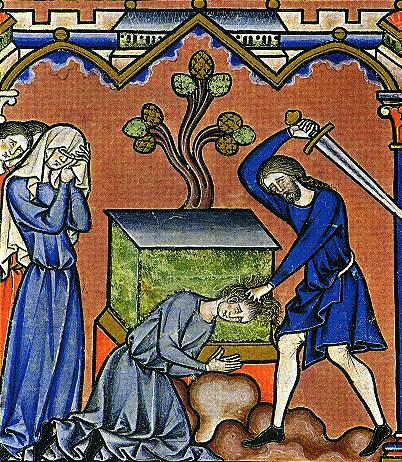
Le Sacrifice de Jephté, extrait de la Bible de Maciejowski (vers 1250).

Jephté est le fils de Galaad et d'une prostituée. Galaad est également le père d'autres fils engendrés avec son épouse légitime. Devenus adultes, ces fils rejettent Jephté en lui disant : 

« Tu n'hériteras pas dans la maison de notre père, car tu es fils d'une autre femme. Jephté part vivre dans le pays de Tob. »

Lorsque les Ammonites déclarent la guerre aux Hébreux, Jephté est choisi comme chef pour les combattre. Avant d'attaquer les Ammonites, Jephté fait le vœu imprudent d'offrir à Dieu, en holocauste, en cas de victoire, quiconque viendra le premier à sa rencontre à son retour chez lui. C'est sa fille unique qui accourt la première au-devant de lui, « en dansant au son des tambourins ». Elle lui demande d’exaucer la promesse faite à Dieu, mais également de lui accorder deux mois pour « pleurer sa virginité » dans la montagne avec ses compagnes. Au bout des deux mois, Jephté voua sa fille à Dieu.

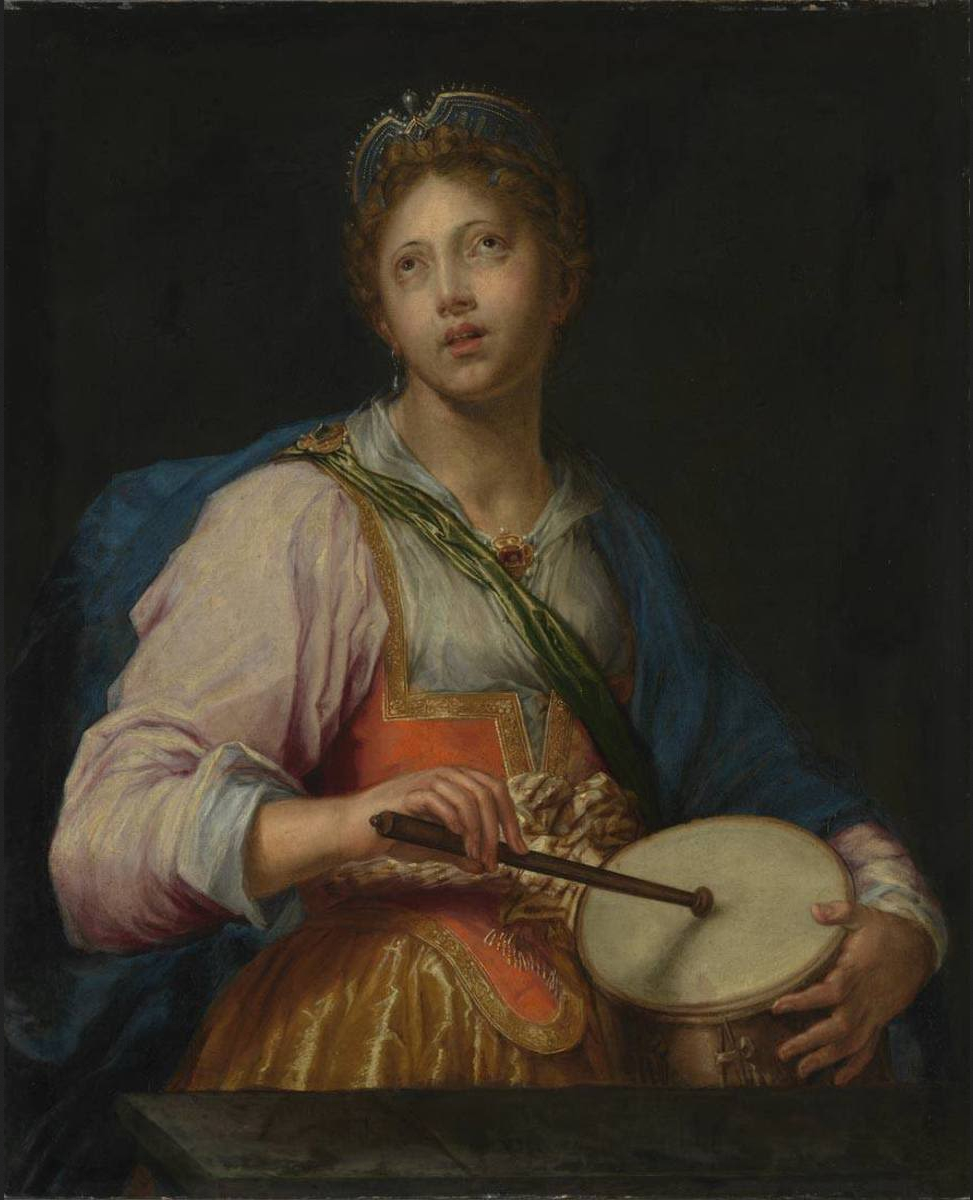
La fille de Jephté par Peter Candid

La victoire des hommes de Galaad sur les Ammonites provoque la jalousie des Éphraïmites, qui engagent le combat et sont vaincus. Les hommes de Galaad prennent les gués du Jourdain, et lorsque des fugitifs éphraïmites tentent de traverser le fleuve, ils les reconnaissent à leur mauvaise prononciation du mot shibboleth. Ils les forcent à le prononcer, avant de les égorger près du Jourdain.
Jephté reste juge d'Israël pendant six ans. Ibtsan lui succède.

## Interprétation
Ce récit, concernant l'épisode du sacrifice de la fille de Jephté, est susceptible de deux interprétations, lesquelles pencheront dans un sens ou l'autre selon les subtilités de traduction du Livre ou les sensibilités du lecteur.

Une première interprétation affirme que, malgré les apparences, il ne pouvait s'agir pour Jephté d'offrir sa fille en sacrifice par le feu car Dieu a en aversion les sacrifices humains. La loi mosaïque les interdisait selon le Deutéronome chapitre 18 verset 10 : 

« il ne se trouvera chez toi personne qui fasse passer son fils ou sa fille par le feu. »

Mais elle les exigeait selon l'Exode chapitre 22 :

« 29 Tu ne différeras point de m'offrir les prémices de ta moisson et de ta vendange. Tu me donneras le premier-né de tes fils. 
30 Tu me donneras aussi le premier-né de ta vache et de ta brebis; il restera sept jours avec sa mère; le huitième jour, tu me le donneras. »

Jephté voulait dire qu’il affecterait au service exclusif de Dieu celui ou celle qui viendrait à sa rencontre. La loi mosaïque stipulait que des personnes pourraient vouer leur vie à Dieu. Par exemple, des femmes servaient au sanctuaire, où elles étaient peut-être chargées du transport de l’eau (Exode 38:8). Après qu'il lui eut accordé deux mois pour « pleurer sa virginité » son père dut accomplir son vœu et sa fille consentit au sacrifice, qui consistait probablement à l'envoyer servir à plein temps dans la maison de Dieu, au sanctuaire. Elle pleura non pas sur sa mort mais sur sa virginité, car chez les Israélites on désirait avoir des enfants afin de perpétuer le nom et l’héritage de sa famille. Jephté, quant à lui, allait devoir se priver de la compagnie de sa fille unique qu’il aimait tant. La fille de Jephté ne fut pas la seule à respecter les vœux de ses parents, plus tard le jeune Samuel fit de même (1 Samuel 1:11). Sa mère fit le vœu de le donner à Dieu si celui-ci lui donnait un fils. Pourquoi aurait-elle fait le vœu de vouloir enfanter pour ensuite sacrifier son enfant par le feu ? 
Dans maints chapitres de la Bible, Dieu condamnait les pratiques paiennes et impures des nations voisines (notamment les sacrifices humains). Comment ce même Dieu aurait-il pu se contredire? Un autre élément est que le récit ne mentionne pas "la mort" de sa fille mais finit plutôt en ces termes: 

« Quant à elle, elle n'eut jamais de relations avec un homme.[...] »

D'année en année les filles d'Israël venaient louer la fille de Jephté le Guiléadite, quatre jours dans l'année." (Versets 39,40). L'interprétation la plus plausible est qu'elle sacrifia sa virginité; vouant sa vie de célibat à servir Dieu et ainsi honorer la promesse que son père fit à Dieu.

Pour une seconde interprétation, Jephté, tenu par sa promesse, aurait été contraint de respecter sa parole et aurait donc offert sa fille en sacrifice à Dieu : il avait bel et bien promis d'offrir ce qui viendrait à sa rencontre en holocauste à Dieu. Or l'holocauste, dans la tradition israélite, est un sacrifice par le feu (les Samaritains le pratiquent encore sur l'agneau pascal au mont Garizim). Certes, la Bible, dans certains passages, proscrit le sacrifice humain mais en d'autres  impose d'immoler les hommes voués au Seigneur : 

« Tout ce qu'un homme dévouera par interdit à l'Éternel, dans ce qui lui appartient, ne pourra ni se vendre, ni se racheter, que ce soit une personne, un animal, ou un champ de sa propriété ; tout ce qui sera dévoué par interdit sera entièrement consacré à l'Éternel. Aucune personne dévouée par interdit ne pourra être rachetée, elle sera mise à mort. »

— Lévitique, chap. XXVII, v. 28-29, traduction Louis Segond, 1910.
Ce que la Vulgate exprime par : « Non redimetur, sed morte morietur. »
Voltaire traite de ce récit biblique dans l'article « Jephté ou des sacrifices de sang humain » de son Dictionnaire philosophique de 1764 en soulignant qu'il rappelle d'autres récits mythologiques et notamment celui du sacrifice accompli par le roi crétois Idoménée sur son propre fils dans des circonstances comparables à l'occasion de son retour de la guerre de Troie.

## Adaptation du thème dans les arts

### Peinture
Le roi Charles III commanda en 1732-1733, à Giambattista Pittoni une représentation du sacrifice de sa fille, pour le Palais royal (Turin). Il est aujourd'hui au Palais royal de Gênes. Une étude de ce tableau est conservée à la Southampton City Art Gallery

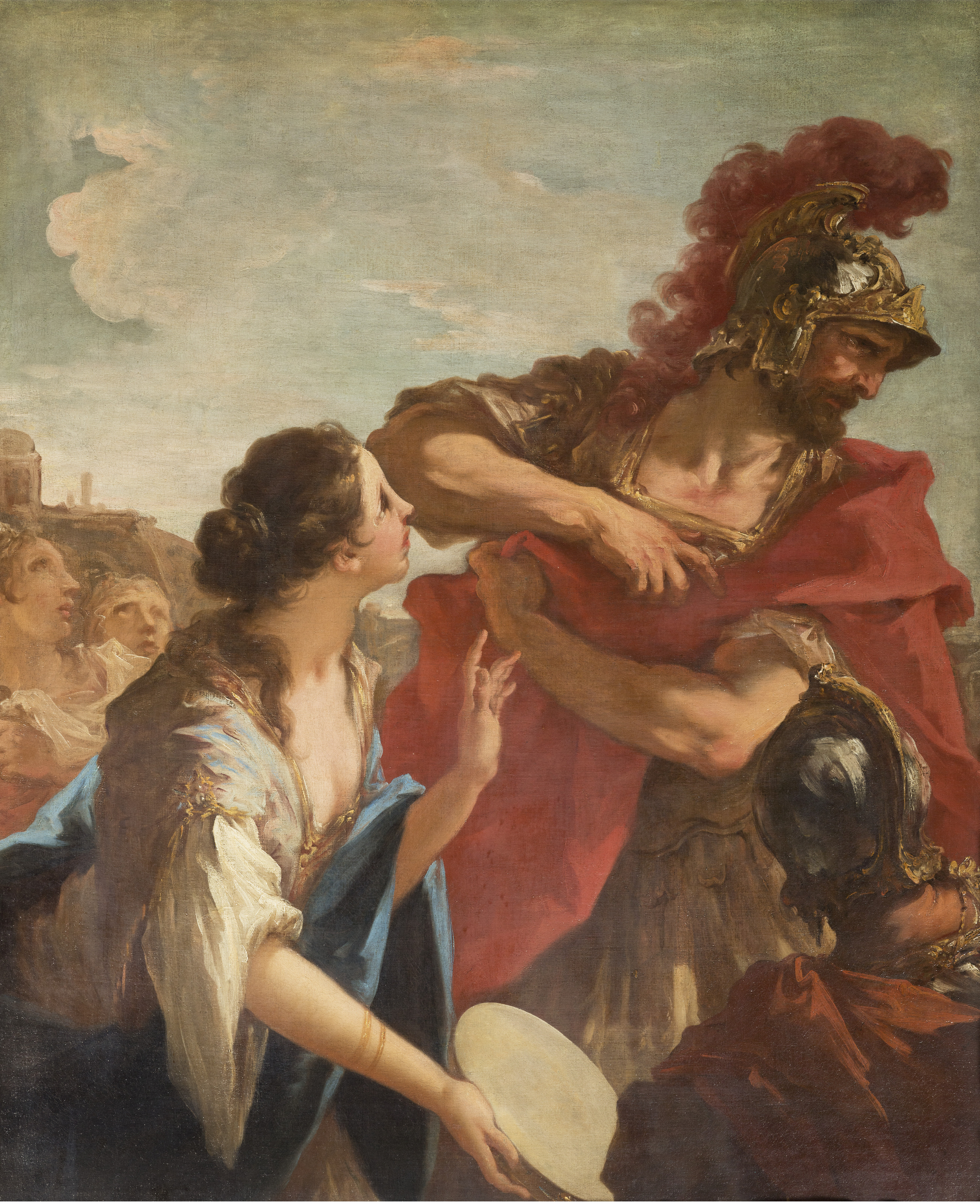
Giovanni Antonio Pellegrini, Le Retour de Jephté (vers 1700-1725), collection particulière.
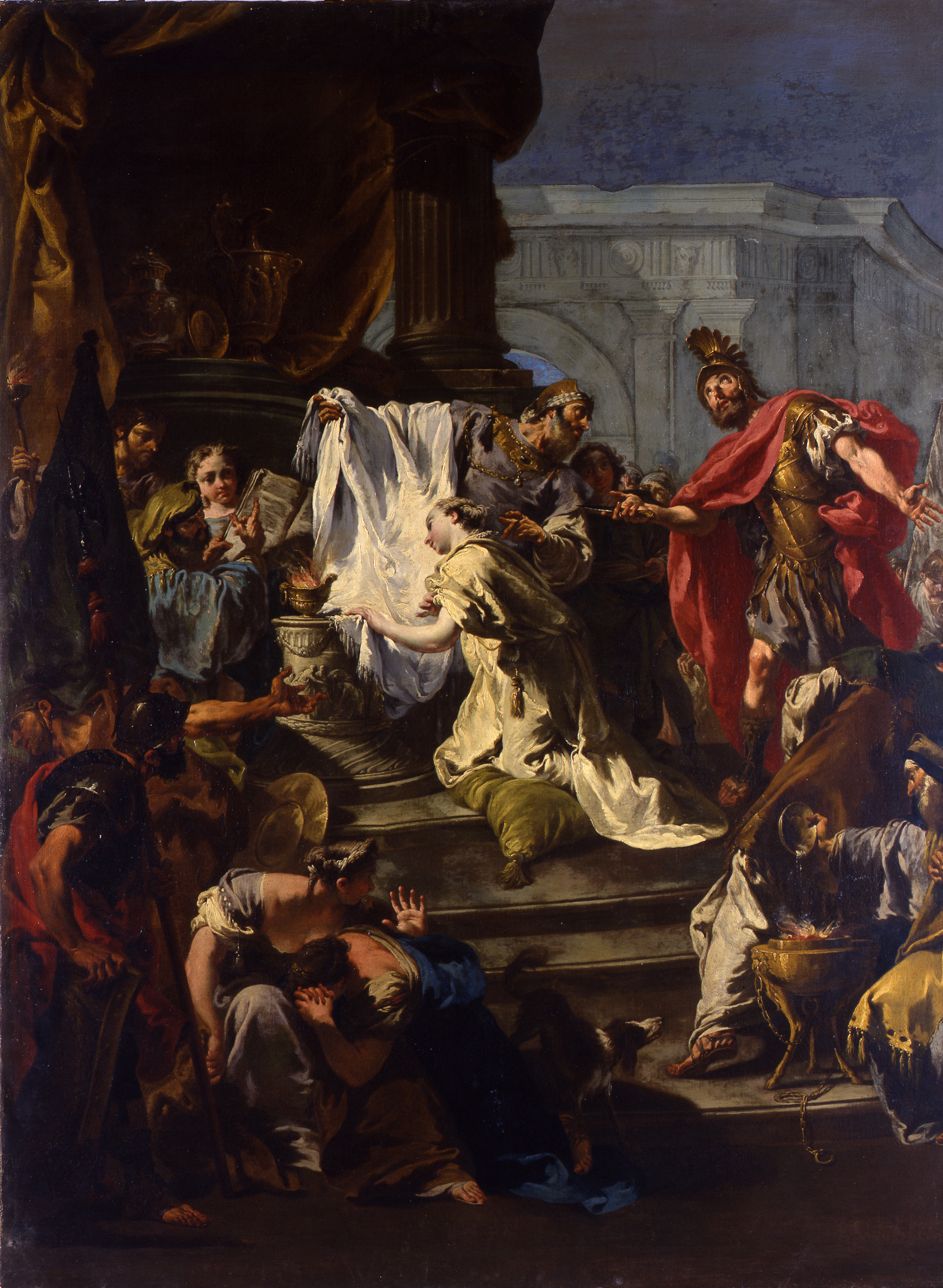
Sacrifice de Jephté Giambattista Pittoni, 1732-1733 Palais royal de Gênes
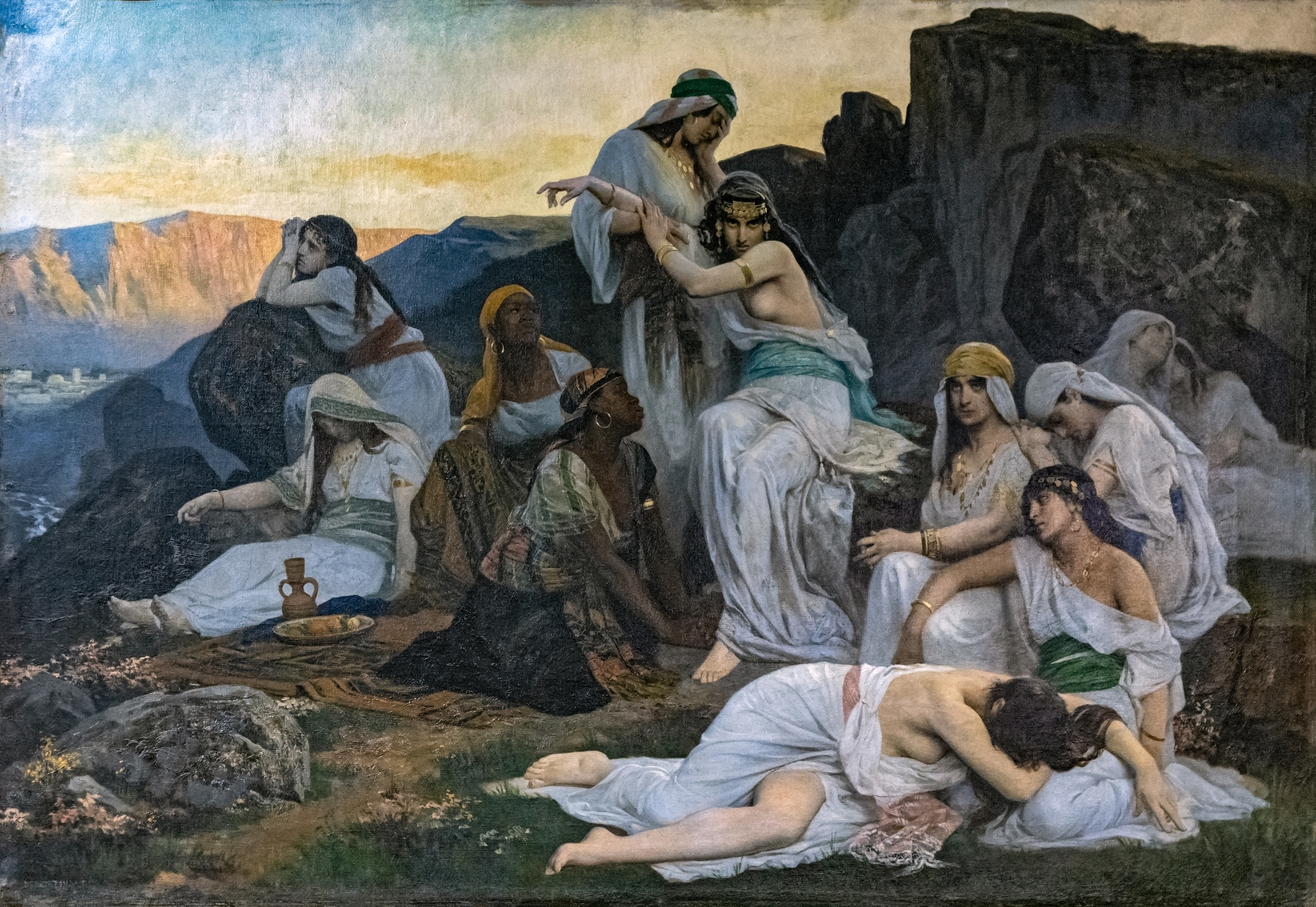
Édouard Debat-Ponsan, La Fille de Jephté pleure sa virginité (1876), musée des Beaux-Arts de Carcassonne.
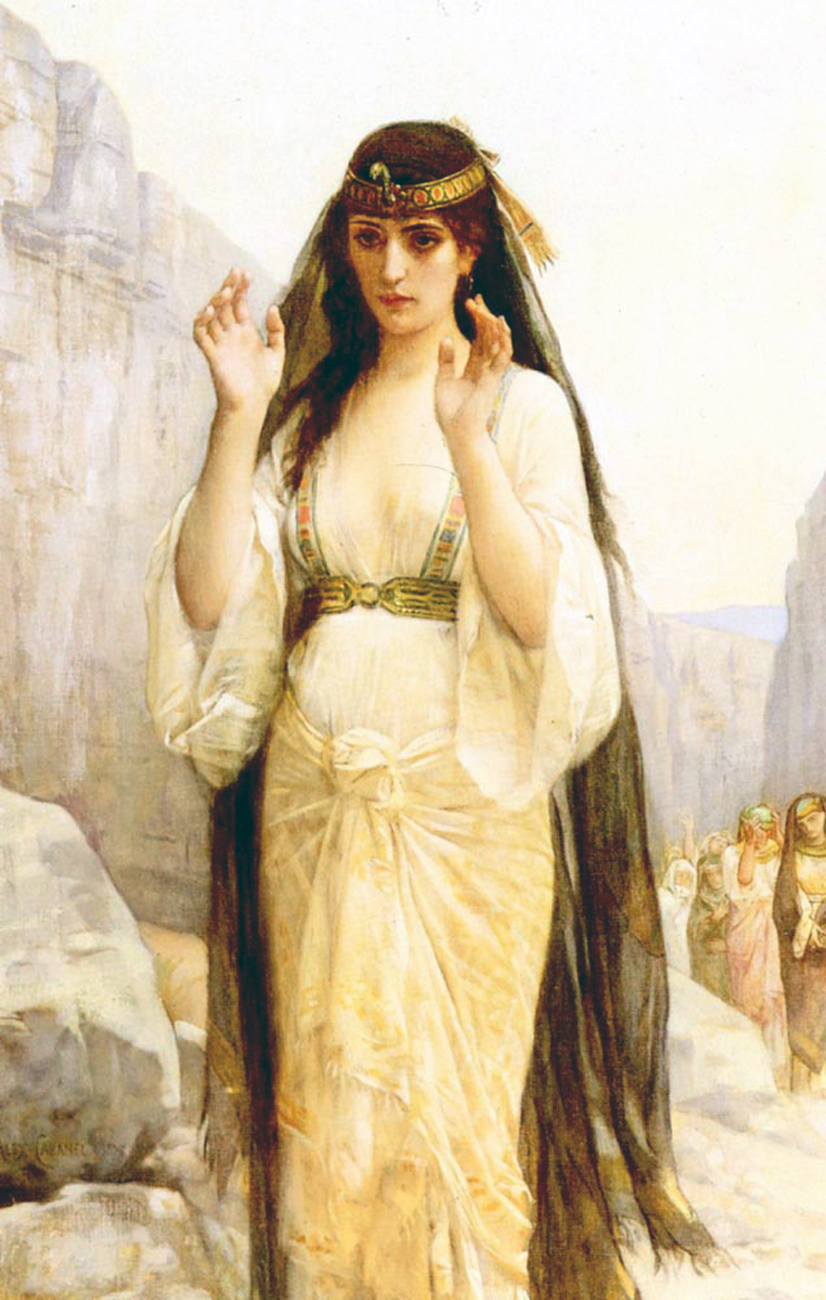
Alexandre Cabanel, La Fille de Jephté (1879), collection particulière.

### Musique
L'Histoire de Jephté a été mise en musique (vers 1648) par le compositeur italien Giacomo Carissimi. C'est son oratorio le plus célèbre.
Historia di Jephte composé par Antonio Draghi, est une version peu connue de l’Histoire de Jephté. L'oratorio a été créé à la Hofburgkapelle de Vienne durant le carême de 1687. Il est organisé en sept sections vivement contrastées, alternant récitatifs, airs, ensembles et chœurs.
En France, Charles Piroye compose Jephté, tragédie en musique (1703), Guillaume Gabriel Nivers compose ses Chants de Jephté vers 1690. Elisabeth Jacquet de La Guerre compose une cantate spirituelle, Jephté (EJG 35) sur un texte d’Antoine Houdar de la Motte. En 1732, Michel Pignolet de Montéclair s'inspira de ce thème, développé par l'abbé Pellegrin pour sa tragédie biblique Jephté.
En 1752, le compositeur anglais d'origine allemande Georg Friedrich Haendel a également composé un oratorio sur ce sujet (Jephtha).

### Littérature
Jephté a inspiré, au XIVe siècle, Le Conte du médecin dans les Contes de Canterbury de Geoffrey Chaucer.
Virginia, fille d'un noble romain du nom de Virginius, est remarquée pour sa beauté par le juge Appius, qui avec l'aide d'un bandit nommé Claudius va prétendre au tribunal que Virginia est son esclave, et que celle-ci se serait enfuie chez Virginius qui l'aurait dès lors déclaré comme étant sa fille légale. Sa cause est entendue, et Virginius tue alors sa fille plutôt que de la laisser dans les mains d'Appius. Au moment où il lui annonce le sort qui l'attend, Virginia demande à son père un bref moment, tout comme fit Jephté avec sa fille.

« Lors, donnez-moi loisir, mon père », dit-elle, « de pleurer sur ma mort un bref moment ;
car, voyez, Jephté accorda à sa fille la grâce

de pleurer avant qu’il l’occit, hélas !

et Dieu le sait, sa seule faute fut

de courir vers son père pour le voir la première

et pour le bienvenir en grande solennité. »

Le poète et pasteur écossais George Buchanan a écrit une tragédie (en latin) sur ce sujet, Jephtes, en 1554. Elle a été traduite cinq fois en français entre 1566 et 1630 (la première due à Claude de Vesel en 1566 (Paris, Estienne) et la seconde à Florent Chrestian en 1567 (Orléans). La fille de Jephté y est appelée Iphis : la valeureuse. Ce nom rappelle ainsi celui d'Iphigénie et montre la proximité des deux héroïnes. Le titre latin de l’ouvrage de G. Buchanan donne d’emblée l’enjeu du drame qui s’y joue : Jephtes sive votum. La question des vœux (notamment monastiques) y est examinée à travers cet exemple.
La tragédie de Buchanan a été l'objet d'une adaptation relativement libre par le célèbre dramaturge néerlandais Joost van den Vondel en 1659, où il a développé en particulier le débat sur l'intervention du prêtre en tant que médiateur, alors très présent aux Pays-Bas.
Le roman de Marie Thérèse Péroux d'Abany, Seïla, fille de Jephté, juge et prince des Hébreux, publié en 1801 à Paris, présente la fille de Jephté, extrêmement vertueuse, qui vit une ascension au Paradis après avoir accompagné son père sur le lieu du sacrifice.
Dans la tragédie Hamlet du dramaturge anglais William Shakespeare, publiée en 1601, un amour naît entre le prince Hamlet et Ophélie. Polonius, père d'Ophélie, ordonne à sa fille de ne plus parler à Hamlet. Plus tard, Hamlet compare Polonius à Jephté, insinuant qu'il sacrifiera sa fille malgré son fol amour paternel.
Alfred de Vigny dans ses Poèmes antiques et modernes a publié La Fille de Jephté, un poème décrivant cette histoire.